# How I Feel
How I Fe is een nummer van de Amerikaanse rapper Flo Rida uit 2013. 
Het nummer bevat samples uit Feeling Good van Nina Simone; Flo Rida voegt er nieuwe beats aan toe. Het nummer werd in een aantal landen een hit, maar flopte in de Amerikaanse Billboard Hot 100 met een 96e positie. Ook in het Nederlandse taalgebied kende de plaat, ondanks enige airplay, weinig succes. In Nederland bereikte het geen enkele hitlijst, terwijl in Vlaanderen de 48e positie in de Tipparade werd gehaald.

## Tracklijst
Muziekdownload
1. "How I Feel" - 2:49